# Доброклонский, Александр Павлович
Александр Павлович Доброклонский (10 декабря 1856, Павловский Посад, Богородский уезд, Московская губерния — 4 декабря 1937, Белград) — русский историк церкви, ректор Императорского Новороссийского университета (1917), доктор церковной истории, заслуженный ординарный профессор по кафедре церковной истории. Белоэмигрант.

## Биография
Родился в 1856 г. в г. Павловский Посад Богородского уезда Московской губернии, в семье протоиерея. Начальное образование получил в Московской духовной семинарии, которую окончил в 1876 г. В этом же году поступил в Московскую духовную академию (МДА), которую окончил в июне 1880 г. со степенью кандидата богословия. 1 августа 1880 г. приказом обер-прокурора Св. Синода был назначен преподавателем церковной истории в Пензенскую духовную семинарию.
Во время учебы в МДА напечатал «Христологическое учение Федора Мопсуетского: К вопросу о происхождении несторианства». 28 октября 1880 г. защитил магистерскую диссертацию «Сочинение Факунда, епископа Гермианского: В защиту трех глав (Историко-критическое исследование из эпохи V Вселенского собора)». Защита была проведена блестяще, несмотря на то, что его оппонентами были два опытных российских специалиста по этой проблеме ординарный профессор А. П. Лебедев и приват-доцент И. И. Соколов. В этом же году диссертация вышла отдельным изданием.
С начала 1881 г. становится преподавателем Рязанской духовной семинарии, а также по 1 сентября 1884 г. преподает церковную историю в Рязанском епархиальном женском училище. С 28 октября 1884 г. — член Рязанской ученой архивной комиссии. В Рязани он работал почти одиннадцать лет. 26 февраля 1892 г. приказом синодального обер-прокурора он был переведен на кафедру церковной истории Московской духовной семинарии, и уже 27 апреля 1892 г. назначен членом Комиссии для составления историко-статистического описания церквей Московской епархии. Одновременно, с 29 декабря 1892 г. был избран историко-филологическим факультетом Московского университета приват-доцентом кафедры церковной истории. В Москве работал до 1899 г.
2 октября 1899 г. он был назначен исполняющим обязанности экстраординарного профессора Новороссийского университета по кафедре церковной истории. Читал несколько курсов по истории церкви. Семинарские занятия состояли из разбора произведений писателей и богословских трактатов церковных деятелей. Так, например, разбора и анализа подлежали произведения Ф. М. Достоевского, «Послание протопопа Аввакума об антихристе», рассматривалась политическая и религиозная деятельность иезуитов и другие. Дважды, в 1903 и в 1905 гг. избирается секретарем историко-филологического факультета.
Со 2 августа 1907 г. — преподаватель церковной истории Одесских высших женских курсов, где он работал до . С 22 сентября 1907 г. председатель Историко-филологического общества при Новороссийском университете. С 29 мая 1908 г. редактор «Записок Имп. Новороссийского университета», на этой должности он находился до 1916 г. С 22 по 27 июля 1910 г. исполнял обязанности декана факультета. А с 22 ноября 1912 г. был утвержден деканом на следующие 4 года. 22 ноября 1916 г. снова был утвержден в этой должности. Во время работы на историко-филологическом факультете Новороссийского университета подготовил докторскую диссертацию и 7 марта 1916 г. приказом Св. Синода он был утвержден в степени доктора церковной истории за произведение «Преподобный Федор, исповедник и иегумен Студийский». 27 июля 1916 г. был утвержден в должности ординарного профессора кафедры церковной истории Новороссийского университета. Несколько раз был исполняющим обязанности ректора Новороссийского университета: с 9 июня по 4 июля 1915 г.; с 17 по 25 августа 1915 г.; с 10 сентября по 11 октября 1916 г.; с 5 мая по 8 ноября 1917 г.
Наиболее важным было его ректорство в 1917 г. В это время в университете прошли некоторые изменения. Саботаж занятий и работы Императорского Новороссийского университета, постоянные требования отставки ректора, фактический срыв занятий осенью 1917 г. привели к тому, что 9 ноября он подал в отставку. В период 1918 — начала 1919 гг. работал в Новороссийском университете деканом. 13 сентября 1918 г. приказом Министра народного просвещения был утвержден в звании заслуженного ординарного профессора. 27 апреля 1919 г. он был освобожден от должности декана историко-филологического факультета и отчислен из университета.
В конце января 1920 г., вместе с отступающими частями генерала Шиллинга, покидает Одессу. Весной 1920 г. жил в Софии, где ему предложили работу в Софийском университете. От этого предложения он отказался и переехал в Белград, где в середине лета 1920 г. стал профессором церковной истории богословского факультета университета. В Белграде активно занимается политической и научной деятельностью. В 1928 г. становится одним из основателей Русского культурного комитета, который ставил своей целью поддержку и дальнейшее развитие науки, искусства и литературы русской эмиграции. Наибольшее внимание уделял работе в структурном подразделении комитета, Российском научном институте. В этом институте работали выдающиеся деятели русской эмиграции: А. А. Кизеветтер, П. Б. Струве, Н. А. Лосский, Г. В. Флоровський, К. Д. Бальмонт, Д. С. Мережковский. Также в 1937 г. он преподавал на курсах борьбы с атеизмом.
За годы своей работы получил немало наград: ордена св. Станислава I—IV вв., св. Анны II—III ст., св. Владимира III ст.
Умер в декабре 1937 г. в Белграде и был похоронен на местном кладбище.

## Научная деятельность
Научные интересы в области церковной истории. Работая в Рязанской Научной архивной комиссии, сосредоточивает свое внимание на изучении истории монастырей Рязани, издает несколько книг: "Описания дел Рязанского исторического архива. Вып.1 Описание дел архива Солотчинского монастыря ", " Солотчинский монастырь, его слуги и крестьяне в XVII веке ". Но наиболее важной в это время для него становится работа над огромным трудом «Руководство по истории русской церкви». Работая в Императорском Новороссийском университете читал общий курс — История христианской церкви и специальный курс — История русской церкви. Позже им были разработаны и читались курсы: общий — Историография и история христианской церкви и специальный — Законодательство и управление в русской церкви, а с 1915 г. — Чтение памятников русского церковного права. Под его руководством слушательницы Одесских высших женских курсов составили и опубликовали «Курс истории христианской церкви (I—III вв.)». С 1929 г.. входил в состав правления Российского научного института в Белграде, а в 1936—1937 гг. возглавлял его.
Часть архивного наследия, черновики, рукописи, конспекты лекций профессора хранятся в итальянском центре «Христианская Россия» («Russia Cristiana») в городе Сериате, провинция Бергамо, регион Ломбардия

## Научные труды
- Александрийская образованность как сфера, благоприятствовавшая происхождению христианской Александрийской школы / А. П. Доброклонский // Чтения в Обществе любителей духовного просвещения. — 1880. — № 1/2. — С. 220—258.
- Христологическое учение Феодора Мопсуестского : К вопросу о происхождении несторианства / А. П. Доброклонский // Чтения в Обществе любителей духовного просвещения. — 1880. — № 1/2. — С. 471—494.
- Сочинение Факунда, епископа Гермианского : В защиту трех глав : (ист.-крит. исслед. из эпохи V Вселенского собора) / А. П. Доброклонский. — М. : Лавров и Леонтьев, 1880. — 312 с.
- Солотчинский монастырь, его слуги и крестьяне в XVII веке / А. П. Доброклонский. — М., 1888. — 132 с.
- Описи дел Рязанского исторического архива. Вып. 1 : Описание дел архива Солотчинского монастыря / А. П. Доброклонский. — Рязань : Тип. губ., 1889. — 55 с.
- Руководство по истории русской церкви. Рязань, 1889—1890. Вып. 1/2 : Периоды : домонгольский, 988—1237 гг., и северо-восточной митрополии, 1237—1588 гг. / А. П. Доброклонский. — М., 1889. — 441 с.
- Руководство по истории русской церкви. Рязань, 1889—1890. Вып. 3 : Патриарший период, 1589—1700 гг. / А. П. Доброклонский. — М., 1889. — 306 с.
- Руководство по истории русской церкви. Рязань, 1889—1890. Вып. 4 : Синодальный период, 1700—1890 гг. / А. П. Доброклонский. — М., 1893. — 441 с.
- Учебный курс русской церкви / А. П. Доброклонский. — [Б. м., б. г.]. — Вып. 1. — 251 с.
- Преподобный Феодор, исповедник и игумен Студийский. Ч. 1 : Его эпоха, жизнь и деятельность / А. П. Доброклонский // Записки Императорского Новороссийского университета. — 1913. — Т. 113. — ХХ, 972, ХС, 10 с. ; Ч. 2 : Его творения. — Записки Императорского Новороссийского университета. Ист.-филол. фак. — 1914. — Вып. 8. — С. 1-569.